# 신곡역
신곡역(Singok station, 新谷驛)은 장항선에 존재했던 철도역으로, 현재는 폐지되었다.

## 연혁
- 1923년 12월 15일 : 정류장으로 영업 개시
- 일자 불명 : 폐지
- 1967년 6월 1일 : 임시승강장으로 영업 재개[1]
- 1974년 6월 1일 : 폐역[2]

## 참고 문헌
1. ↑  철도청 고시 제331호 (1967.6.1)
2. ↑  철도청 고시 제24호 (1974.6.1)